# 왕공족
왕공족(王公族)은 한일 병합 조약 이후 일본 제국에서 대한제국 황족에 대해 규정한 신분으로, 화족의 상위에 둔 것 신분이다. 고종 광무제의 가계를 ‘왕족’이라 하고, 나머지 황족의 방계를 ‘공족’이라고 칭하였다.

## 연혁
한일 병합 조약 제3조에 “일본 황제 폐하는 한국 황제 폐하 태황제 폐하 황태자 전하 및 그 후비 및 후예를 각기 지위에 상응하는 존칭위엄 및 명예를 향유케 하고 또 이를 유지함에 충분한 세비를 공급할 것을 약조한다.”라고 명문화되어 있는 까닭으로부터 왕공족 제도의 설치가 시작된다.
일제는 합병 당초 일본 천황의 조서로 대한제국 순종효황제를 창덕궁 이왕(昌德宮李王)에 책봉하고, 황태자를 ‘이왕세자’로 격하시켰다. 양위를 하고 태황제로 물러난 고종태황제는 덕수궁 이태왕(德壽宮李太王)에 책봉하였다. 순종효황제와 그 직계가족에 대해서는 왕족의 칭호를, 그 근친자들에게는 공족(公族)이라는 칭호를 붙여 신분을 규정하였다. 예우상으로는 일본 황족과 동등한 예를 받고 전하(殿下)라는 존칭을 사용하였다.
하지만 합병 당시 공포된 천황의 조서에 나타난 왕공족의 법적 지위는 구체적인 내용이 없는 불완전한 규정이었다. 일본 궁내성은 왕공족의 변동이 있을 때마다 천황의 칙허를 통해서 임시방편으로 대응해 나갔고 1926년이 되어서야 왕공족에 관한 제반 사항을 규정하고 있는 《왕공가궤범》(王公家軌範)을 공포하여 왕공족의 신분상 모호성을 해결한다.
순종효황제(창덕궁 이왕 척)의 동생이자 ‘대한제국 황태자’인 영친왕은 ‘이왕세자’로 격하되어 1926년 순종이 붕어하자 이왕가(李王家)의 가독을 승계하여 ‘창덕궁 이왕 은’이 되었다.
왕공족의 사무를 관장하기 위해 경성에 이왕직(李王職)을 설치하여 조선 총독의 감독하에 두었다. 왕공족은 경성에 본저(本邸)를 도쿄에 별저(別邸)를 두었다. 왕공족의 자녀는 학습원(學習院, 일본의 황족과 귀족 자제들을 위한 교육기관) 또는 여자학습원에 취학하였다. 또 일본의 황족남자와 동등하게 왕공족 남자는 만 18세가 되면 육해군의 군인이 되어야 했다. 왕공족 제도는 조선귀족 그리고 화족 제도와 함께 제2차 세계 대전 이후 1947년 폐지되었다.

## 정의

### 왕족
왕족(王族)은 이왕·이왕비·이태왕·이태왕비·이왕세자·이왕세자비·이왕세손·이왕세손비, 즉 이왕의 장자와 그의 아들 그리고 그 배우자를 가리킨다(왕공가궤범 제14조). ‘덕수궁’이나 ‘창덕궁’은 궁궐의 이름으로 ‘나시모토노미야’(梨本宮)와 같은 일본 황족의 궁호와는 다르다. 따라서 ‘창덕궁전하’라고는 하지 않고, ‘이왕 은 전하’(李王垠殿下)처럼 이름으로 불렀다. 왕족은 공족과 마찬가지로 만20세가 성년이다(왕공가궤범 제38조).
일본이 패망하자 왕족들은 그 특권과 함께 일본 국적을 상실하고 본국으로 귀국하기를 희망했으나, 한일 양국의 여러 사정으로 인해 무국적 상태로 일본에 머무를 수밖에 없었다. 1963년 박정희가 정권을 잡은 후 영친왕은 영친왕비와 함께 귀국하여 국적을 회복하였다. 1970년에 영친왕이 서거하고 ‘대한제국 황태자 영친왕 은’이라는 칭호로 국장을 치르고 금곡릉에 묻혔다. 영친왕비는 ‘이방자’라는 이름으로 한국에서 복지시설을 운영하는 등 남편의 유업을 계승하던 중 1989년에 서거하고 금곡릉에 합장되었다.

### 공족
공족(公族)은 공·공비, 가계를 물려주고 물러난 ‘공’(왕족의 태왕에 해당)과 그 자손, 즉 공의 장자(長子)와 그의 아들 그리고 그 배우자를 가리킨다(왕공가궤범 제15조). 가계를 물려주고 물러난 경우에는 ‘공’의 칭호는 소멸하게 된다. 공족도 왕족과 마찬가지로 전하의 칭호를 받게 되어있으며 ‘이우공 전하’와 같은 식으로 불리며, 가계를 물려주고 물러난 경우에는 ‘이강 전하’와 같이 공의 칭호 없이 부르도록 했다(왕공가궤범 제19조).

## 서열
왕공족의 반위(班位)는 일본 황족 다음으로, 아래의 순서였다(왕공가궤범 제40조).
1. 이왕 - 이왕가의 가계를 계승하고 있는 자.
2. 이왕비 - 이왕의 비.
3. 이태왕 - 이왕이 가계를 물려주고 물러났을 때.
4. 태왕비 - 이태왕의 비.
5. 이왕세자 - 이왕을 이어받을 아들.
6. 이왕세자비 - 이왕세자의 빈.
7. 이왕세손 - 이왕을 이어받을 손자.
8. 이왕세손비 - 이왕세손의 빈.
9. 공 - 대한제국 황족 및 광무황제의 방계 자손.
10. 공비 - 공의 비.

## 권리 및 의무
일제가 1926년 12월 공포한 《왕공가궤범》에 따라 왕공족에게는 일본 황족과 같이 아래의 권리와 예우가 주어졌다. 하지만, 왕공족 남자에게는 일본 황족처럼 일본 천황의 황위를 계승할 권리, 섭정에 임명될 수 있는 권리, 황족회의원이 될 수 있는 권리는 없었고, 추밀원 회의에 반열하는 권리, 귀족원 의원이 될 수 있는 권리도 없었다.

### 권리와 예우
- 경칭을 받는 권리 (왕공가궤범 제19조)
황족과 마찬가지로 전하라는 경칭을 받는다.
- 조선귀족의 일원이 되는 권리 (왕공가궤범 제20조)
왕공족의 자손으로써 왕공족이 아닌 자(서자)가 일가를 창립할 경우에는 천황의 칙지에 의거하여 조선귀족의 일원이 되는 경우가 있었다.
- 조현(천황 알현)의 권리 (왕공가궤범 제12조, 제39조)
왕계 또는 공계를 계승하고 있는 자는 비와 함께 천황·상황·태황태후·황태후·황후에게 조현한다. 왕·왕세자·왕세손·공은 성년이 될 시에 천황·황후·상황·황태후·태황태후에게 조현한다.
- 사법상의 권리 (왕공가궤범 제28조~제30조)
황실재판령의 규정을 준용한다. 민사소송의 관할에 관한 특별규칙이 있다. 칙허 없이는 구인·소환되지 않는다.
- 취학상의 권리 (왕공가궤범 제37조)
취학에 관해서 황족취학령이 준용되어 학습원·여자학습원에 취학한다.
- 반위의 권리 (왕공가궤범 제40조)
황족에 이어 화족보다 윗 반열에 놓인다.
- 수훈의 권리 (왕공가궤범 제51조~제58조)
왕은 만15세가 넘으면 대훈위(大勳位)에 서훈되어 국화대수장(菊花大綬章)을 받는다(일본 황족의 친왕과 동일). 왕비는 결혼 당일 훈일등(勳一等)에 서훈되어 보관장(宝冠章)을 받는다(일본 황족의 친왕비와 동일). 왕세자·왕세손·공은 만15세가 넘으면 훈일등에 서훈되어 욱일동화대수장(旭日桐花大綬章)을 받는다(일본 황족의 왕과 동일). 왕세자비·왕세손비·공비는 결혼 당일 훈이등(勲二等)에 서훈되어 보관장을 받는다(일본황족의 왕비와 동일).

### 의무와 제한
- 임관의 의무（왕공가궤범 제59조)
왕·왕세자·왕세손·공은 만18세에 달한 후 특별한 사유가 없는 한 육군 또는 해군 무관으로 임관한다.
- 거주의 제한 (왕공가궤범 제31조)
왕·태왕·왕세자·왕세손·공은 칙허(천황의 허락)를 거쳐 그 주소를 정한다. 그 외의 왕공족은 왕 또는 공의 허가를 받아 주소를 정한다.
- 여행의 제한 (왕공가궤범 제32조)
왕공족이 외국을 여행할 때에는 일본 황족과 마찬가지로 칙허(천황의 허락)를 필요로 한다.
- 혼인의 제한 (왕공가궤범 제119조)
왕공족은 혼약을 하기 전에 칙허(천황의 허락)을 받아야 한다. 1920년 영친왕이 나시모토노미야노 마사코 여왕과 혼인 시에는 《왕공가궤범》이 제정되어 있지 않았고, 일본 《황실전범》(皇室典範)에도 황족의 혼인은 동족 또는 화족에 의한다고 되어 있었다. 결국 황족 여자는 왕족 또는 공족한테 시집갈 수 있다는 규정을 신설한 《황실전범증보》(皇室典範增補)를 통해 문제를 해결했다.[3]
- 입양의 제한 (왕공가궤범 제24조)
왕공족은 양자를 들이는 것이 불가능하다. 다만, 왕공족은 칙허(천황의 허락)를 받으면 일반신민의 가독상속인이 되거나 가독상속의 목적으로 양자가 될 수 있다.
- 행위의 제한 (왕공가궤범 제33조~제36조)
왕공족은 상공업을 하거나 영리를 목적으로 하는 사단의 사원 또는 임원이 되는 것이 불가능하다. 단, 주주가 되는 것은 가능하다. 영리를 목적으로 하지 않는 단체의 임원이 되는 경우는 칙허(천황의 허락)를 요한다. 또, 임관에 의한 경우를 제외하고는 보수를 받는 직에 임하는 것은 불가능하다. 공공단체의 관리 또는 의원이 되는 것도 불가능하다.

## 제도
왕공족의 가무를 관장하기 위해 일본 궁내대신 관리하에 속하는 이왕직이 설치되었고 그 규정은 《왕공가궤범》을 따로 제정해 따랐다.
이왕직에는 장관·차관·사무관·전사(典祀)·전의(典醫) 등의 관직·직책이 설치되었다. 옛 대한제국 궁내부의 후신이라는 명목으로 1920년대 중반까지는 조선인을 장관으로 임명하였다. 대한제국 역대 황제의 실록 제작도 이왕직에서 맡았다. 전52권52책의 《고종실록》과 전22권8책의 《순종실록》은 시노다 지사쿠(篠田治策) 이왕직차관(후에 장관)을 편찬위원장으로 하여 1927년부터 편찬이 시작되어 경성제국대학의 협력을 얻어 1935년에 완성되었다.
왕공족 시종무관에는 주로 구 한국 군인 출신의 조선 군인이 충원되었다. 또한 이왕가와 왕궁 경호를 위해 조선보병대, 조선기병대를 두었으나 1913년에 조선기병대를, 1930년에는 조선보병대를 폐지했다. 이 부대들은 조선인들로만 구성되었기에 이왕가의 실질적인 근위병이었다.

## 구성원
괄호 안의 기간은 왕공족 합류와 이탈 시점이다. 별도의 표기가 없는 이탈은 사망이다. 1910년 8월 29일 왕공족 8명으로 시작되었으며, 1947년 5월 3일 신적강하가 이뤄질 때까지 유지되었다. 왕공족에 포함되었던 것으로 추측되는 인물은 모두 24명이다.

### 왕족
- 고종 (李㷩, 덕수궁 이태왕, 1910년 8월 29일 ~ 1919년 1월 21일)
  - 순종 (李坧, 창덕궁 이왕, 1910년 8월 29일 ~ 1926년 4월 25일)
  - 순정효황후 (尹-, 이왕비, 1910년 8월 29일 ~ 1926년 4월 25일, 이왕대비, 1926년 4월 25일 ~ 1947년 5월 3일[5])
    - 황태자 이은 (李垠, 이왕세자, 1910년 8월 29일 ~ 1926년 4월 25일, 이왕, 1926년 4월 25일 ~ 1947년 5월 3일[5])
    - 이방자 (方子, 이왕세자비, 1920년 4월 28일 ~ 1926년 4월 25일, 이왕비, 1926년 4월 25일 ~ 1947년 5월 3일[5])
      - 이진 (李晉, 이왕세손, 1921년 8월 18일 ~ 1922년 5월 11일)
      - 이구 (李玖, 이왕세자, 1931년 12월 29일 ~ 1947년 5월 3일[5])

  - 덕혜옹주 (德惠, 1912년 5월 25일 ~ 1931년 5월 8일[6])

### 공족
운현궁
- 흥친왕 (李熹, 공, 1910년 8월 29일 ~ 1912년 9월 9일)
- 흥친왕비 이씨 (李-, 공비, 1910년 8월 29일 ~ 1947년 5월 3일[5])
  - 영선군 (李埈, 공, 1912년 9월 20일[7] ~ 1917년 3월 22일)
  - 영선군부인 김씨 (金-, 공비, 1912년 9월 20일 ~ 1947년 5월 3일[5])
    - 이우 (李鍝, 공, 1917년 5월 28일 ~ 1945년 8월 7일)
    - 박찬주 (贊珠, 공비, 1935년 5월 3일 ~ 1947년 5월 3일[5])
      - 이청 (李淸, 1936년 4월 23일 ~ 1945년 8월 7일, 공, 1945년 8월 7일 ~ 1947년 5월 3일[5])
      - 이종 (李淙, 1940년 11월 9일 ~ 1947년 5월 3일[5])

    - 이진완 (李辰琬, 1916년 5월 18일[8] ~ 1934년 12월 20일[9])

사동궁
- 의친왕 (李堈, 공, 1910년 8월 29일 ~ 1930년 6월 12일[11][12])
- 의친왕비 김씨 (金-, 공비, 1910년 8월 29일 ~ 1947년 5월 3일[5])
  - 이건 (李鍵, 공, 1930년 6월 12일 ~ 1947년 5월 3일[5])
  - 세이코 (誠子, 공비, 1931년 10월 5일 ~ 1947년 5월 3일[5])
    - 이충 (李沖, 1932년 8월 14일 ~ 1947년 5월 3일[5])
    - 이기 (李沂, 1935년 3월 4일 ~ 1947년 5월 3일[5])
    - 이옥자 (李沃子, 1938년 12월 19일 ~ 1947년 5월 3일[5])

## 같이 보기
- 대한제국 황실
- 이왕가
- 이왕직